# Пшеушин
Пшеушин (пол. Przeuszyn) — село в Польщі, у гміні Цьмелюв Островецького повіту Свентокшиського воєводства.
Населення — 226 осіб (2011).
У 1975-1998 роках село належало до Тарнобжезького воєводства.

## Демографія
Демографічна структура на день 31 березня 2011 року:
|          | Загалом | Допрацездатний вік | Працездатний вік | Постпрацездатний вік |
| -------- | ------- | ------------------ | ---------------- | -------------------- |
| Чоловіки | 117     | 25                 | 81               | 11                   |
| Жінки    | 109     | 22                 | 60               | 27                   |
| Разом    | 226     | 47                 | 141              | 38                   |